# Палестина в античный период
Палестина в античный период — история Палестины во времена господства греков и римлян до образования Византийской империи (IV век до н. э. — IV век н. э.). Включает в себя период правления Птолемеев и Селевкидов, период Хасмонеев и период Римской Палестины.

## Эллинистический период
Греки утвердились в Палестине в 332 году до н. э. в результате завоевания страны Александром Македонским.
Будучи верными подданными персидских царей, евреи против воли открыли перед Александром Македонским ворота Иерусалима. Как в более ранние времена, так и после смерти Александра Македонского финикийско-иудейское побережье Средиземного моря стало яблоком раздора между Египтом и Сирией. Когда Александр Македонский перенёс эллинскую образованность в покорённые им восточные страны, евреи тоже усвоили себе кое-что из этой образованности, не отказываясь, однако, от своих религиозных верований, тогда как языческие народы Передней Азии приспособили почти все свои религиозные воззрения к воззрениям греков.
В III—II веках до н. э. Палестина являлась объектом борьбы между династиями Птолемеев и Селевкидов.
С 320 по 201 год до н. э. евреи были подвластны Египту, а затем в течение двух поколений принадлежали Сирии. Под скипетром царей из династии Птолемеев в Египте расцвёл эллинизм. Поселившиеся там в большом числе евреи благодаря своему трудолюбию и энергической деятельности разбогатели и с течением времени создали весьма влиятельную в историческом отношении еврейско-греческую литературу. Они перевели на греческий язык Тору (то есть Пятикнижие Моисеево). По преданию, 70 учёных евреев перевели Св. Писание для библиотеки Птолемея II (перевод Св. Писания 70 толковников, Септуагинта). Еврейские авторы написали много соч. в прозе и стихах с целью противодействия язычеству и пропаганды учения Моисеева. Авторство этих сочинений они приписывали древним греческим мудрецам, как напр. Орфею, Софоклу, Фокилиду, Гераклиту, или же выдавали их за оракулы сивилл (сивиллины книги). Такой приём был тогда в ходу и отнюдь не считался подлогом. Все эти сочинения были написаны в древнегреческом духе с таким искусством, что долгое время их считали за чисто греческие произведения, а многие отцы церкви видели в них подтверждение Моисеева учения со стороны греков. Благодаря им образованные классы языческого мира были подготовлены к принятию христианства. Еврейско-александрийские философы, приспособив к иудаизму учение о логосе, построили как бы мост от иудейства и язычества к христианству. С гораздо большим трудом новое направление умов пробивало себе дорогу в самой Палестине.
Когда Селевкиды с переменным успехом вели борьбу, за обладание Финикией и Палестиной, в сан первосвященника был возведён Симеон праведный, который предохранил народ от нравственного упадка. Он был последним членом Великого собора, место которого, по мнению некоторых, уже тогда заступило высшее судилище под названием Синедриона, получившее духовную власть в Иудее. Общественная жизнь в Палестине проникалась мало-помалу греческим духом. Даже члены первосвященнических семейств усвоили греческие нравы и обычаи и унижали свой сан нерелигиозною жизнью. Но против новаторов выступили строгие ревнители закона. Моисееву учению в его сущности и те и другие оставались верными; но мнения далеко расходились относительно устного предания, то есть способа толкования закона писанного, а также по вопросу о допущении греческих обычаев. Вожаками массы народа были фарисеи. Они желали ограждения от всего чужого, нееврейского, требовали строгого исполнения закона, который они объясняли и истолковывали своеобразным способом, дошедшим, по их словам, преемственно от самого Моисея. Стремясь путём толкований смягчать некоторые Моисеевы предписания, они также старались сделать обязательными для всего народа многие законы о чистоте, которые первоначально установлены были для одних священников. Противоположное положение занимали саддукеи (священнические, аристократические роды, происходившие от бывшего при царе Соломоне первосвященника Цаддука, по позднейшему произношению Цаддока) и их приверженцы. Они претендовали на признание за ними исключительного права быть вождями народа, строго придерживались буквы закона, не допускали ни малейшего смягчения Моисеевых постановлений, вследствие чего, например, они относились к преступникам гораздо строже, чем фарисеи. Они утверждали ещё, что часть Моисеевых постановлений обязательна только для них, избранных, а не для всего народа. Они составляли нечто в роде консервативной клерикально-аристократической партии среди тогдашних евреев. Вдали от этих направлений стояли ессеи, искавшие спасения в отчуждении от мира и в самоотречении. Направление их можно рассматривать как одухотворение фарисейства с сильною наклонностью к аскетизму. Сначала партии эти мирно уживались рядом; вражда между ними возникла вследствие важных политических событий.
Сирийский царь Антиох Епифан пытался насильно навязать евреям не только греческий язык и обычаи, но и греческий культ. Жестокие гонения на тех, кто, несмотря ни на какие обольщения, оставались верными вере отцов, привели к вооружённому восстанию. Небольшая горсть земледельцев, ремесленников и т. п. людей под предводительством Иуды Маккавея и его братьев в нескольких сражениях разбила наголову сирийские войска и обратила их в бегство, очистила осквернённый идолопоклонством храм и вновь посвятила его Богу (165 до н. э.). По смерти Иуды народом руководил во время новых бедствий брат его Ионафан (160—143 до н. э.). Плоды того, что они вместе посеяли, созрели лишь для третьего брата, Симона (143—135 до н. э.). Благодаря своей осмотрительности и выдающимся способностям он сделался князем своего народа. Высший расцвет Маккавеевской эпохи относится ко времени сына Симонова — Иоанна-Гиркана (135—106 до н. э.), который с княжеским достоинством соединил в своём лице и сан первосвященника. Изменою принципам фарисеев Гиркан отвратил, однако, от себя сердца народа. Его сыновья, приверженцы саддукейских воззрений, Аристобул (106—105 до н. э.) и Александр-Яннай (105—79 до н. э.), отличались тщеславием и властолюбием; против последнего восстал народ. После его смерти в правление вдовствующей царицы Саломеи-Александры (79—70 до н. э.) господствовал внутренний мир, но при её сыновьях, Гиркане II и Аристобуле II (70—40 до н. э.), вспыхнула гибельная война между братьями. Она возгорелась и поддерживалась благодаря интригам иностранца, идумеянина Антипатра. Особенно на руку это было римлянам.
Кроме ряда греческих колоний — Неаполис (Наблус), Севастия — существовало ещё так называемое независимое Десятиградие, с расположенными в Перее и Самарии 10 греческими городами: Скифополем, Филадельфией, Герасой, Гадарой и др.

## Период Хасмонейского царства
Хасмонеи — священнический род из поселения Модиин (которое располагалось на границе Иудеи и Самарии), к которому принадлежали Маккавеи. Хасмонеи и их потомки правили Иудеей в 166—37 годы до н. э. Фактически они были вождями народа с начала восстания против Селевкидской Сирии в 167 году до н. э.
В 140 году до н. э. официально избранным правителем, первосвященником и главнокомандующим Иудеи стал второй сын Маттафии — Симон (Шимон), который собрал для этого в Иерусалиме Великий Собор (Кнессет гдола), утвердивший Симона в этих должностях. Это назначение стало наследственным и должно было передаваться его потомкам «до того как явится истинный пророк». С этого момента ведётся формальный отсчёт правления династии Хасмонеев.

## Римский период
Призванный на помощь обоими братьями, Гней Помпей в 63 году до н. э. подошёл к Иерусалиму, объявил Хасмонейское царство данником Рима и назначил слабохарактерного Гиркана этнархом (наместником) и первосвященником. Вплоть до Первой иудейской войны (66—73) царство сохраняло некоторую самостоятельность.
В 40 году до н. э. римляне передали власть в царстве новой династии Иродов. В Антипатре и сыне его Ироде Рим нашёл послушные орудия для своих целей. Ирод путём насилий и злодеяний завладел в 37 году престолом. Всё его 33-летнее правление было непрерывною цепью преступлений.
Народная партия — зелоты — приняла антиримский характер. Из неё выделилось радикальное крыло — сикарии.
По смерти Ирода в 6 году н. э. Иудея была превращена в провинцию, управляемую римским прокураторами, жестоко подавлявшими частые вспышки народных волнений. Сыновьям Ирода Архелаю (6), Филиппу (34) и Ироду Антипе (39) предоставлена была призрачная власть в некоторых областях страны. Римляне скоро находили предлог к отрешению этих правителей одного за другим от власти и поручали управление их областями римским наместникам. Из них самую печальную известность приобрёл Понтий Пилат: он приговорил Иисуса Христа к распятию, когда, с одной стороны, бо́льшая часть народа, жаждавшего спасения, признавала Его Мессией, а с другой, саддукейское священство относилось к Нему особенно враждебно. Ещё только один раз наследие Ирода было соединено в руках его внука Агриппы I (37—44), царствование которого было последним светлым лучом перед падением государства.
Когда Гай Калигула потребовал от всех народов Римской империи, чтобы они признали его божеством и выставили в своих храмах его статую для поклонения как божеству, все беспрекословно повиновались этому повелению; одни только евреи этому воспротивились, объявив готовность скорее умереть, нежели осквернить своё святилище. Агриппе, который был товарищем Калигулы в разврате, удалось отвратить от своего народа гнев императора. По смерти Агриппы были опять назначены римские наместники, жестокое обращение которых побудило оскорблённый народ к восстанию.
Началась Первая иудейская война (66—73), повлёкшая разрушение Второго храма.
После нескольких битв, в которых римские войска потерпели чувствительный урон, Нерон послал (67) в Палестину лучшего своего полководца Веспасиана, который после продолжавшихся два года военных действий в Галилее был провозглашён солдатами римским императором и поручил сыну своему, Титу, покорение Иудеи. В 70 году пал Иерусалим, вслед за тем был взят штурмом храм, последнее убежище отчаянно сражавшегося народа. Иосиф Флавий, описывая взятие Иерусалима и сожжение храма, приводит черты величайшего героизма, выказанного евреями при защите святого города. Вместе с тем, несмотря на попытки оправдать Тита и римлян, он упоминает о страшной жестокости победителей. В Риме до сих пор существует триумфальная арка, через которую Тит шествовал в сопровождении военнопленных евреев, несших храмовые сокровища.
Несмотря на совершенное уничтожение еврейского государства и на разрушение храма, духовная и религиозная жизнь народа вообще осталась нетронутою благодаря тем дальновидным людям, которые вовремя перенесли духовное наследие прошлого под сень молитвенного дома и школы. Мудрый и терпеливый Гилель, современник Ирода, дал изучению закона новое развитие. Отличавшиеся добродетелями и учёностью сыновья и внуки его ревностно продолжали действовать в его духе. Уже в течение последних 200 лет до падения государства основаны были школы, главы которых считались носителями духовных сокровищ народа. Эта аристократия учёности и благочестия стала опорою иудейства. Когда падение Иерусалима стало неизбежным, Раббан Иоханан бен Заккай был вынесен своими учениками под видом покойника за городские ворота. Позже с разрешения римлян он основал школу в городе Ябне (Ямнии), который вскоре стал местопребыванием синедриона. Отсюда объявлялось жившим в рассеянии евреям наступление новолуния и праздников, что в то время определялось только синедрионом в Палестине. Сюда вносились также издавна определённые в пользу храма сборы и повинности.
Беспредельная преданность евреев своей вере возбуждала иногда в высших образованных классах греко-римского мира такое удивление, что многие из знатных лиц обоего пола (в том числе даже стоявшие близко к престолу) переходило в еврейскую веру. О подобных переходах сохранились свидетельства не только в древней раввинской литературе, но и в надгробных надписях, а также у римских сатириков времён империи. Ещё раньше, во время земной жизни Иисуса Христа, вся царская фамилия в Адиабене, на реке Тигре, перешла вместе с значительною частью народа в еврейскую веру. Елена, мать адиабенских царей Изата и Монобаза, жила большей частью в Иерусалиме, делала богатые пожертвования на храм, исполняла обет назарейский и велела похоронить себя в окрестностях Иерусалима. Во время войны с римлянами многие храбрые люди из Адиабены поспешили на помощь своим единоверцам в Палестине.
Стремление евреев к политической самостоятельности, однако, не угасло. Поборы и насилия римлян вызывали частые восстания, распространявшиеся по всем областям. Часто возникавшая и опять исчезавшая надежда на восстановление Храма постепенно накопляла злобу в сердцах. Эта злоба не замедлила вспыхнуть, лишь только появился смелый, неустрашимый рабби Акиба.
Предстоящее сооружение на месте Иерусалима языческого города Элия Капитолина вызвало новое восстание — восстание Бар-Кохбы, подавленное в 135 году императором Адрианом.
Рабби Акиба объявил ставшего во главе восстания, вспыхнувшего в 132 году, Бар-Кохбу ожидаемым Мессией, и возбудил самые смелые надежды в сердцах упоенных первыми успехами победителей. Недисциплинированные толпы евреев в течение более двух лет сражались с римскими легионами и неоднократно наносили им поражения. Император Адриан вызвал из Британии своего лучшего полководца Севера и послал его в Палестину. Более года Бар-Кохба отчаянно сопротивлялся в крепости Бетар, пока наконец в 135 году не пал под развалинами взятой штурмом крепости. Адриан жесточайшим образом наказал евреев за это последнее их восстание. С целью уничтожения еврейской религии он воспретил под страхом смертной казни как исполнение обрядов веры, так и преподавание и изучение Моисеева закона. Иерусалим он превратил в языческий город, запретил в нём проживание евреев и назвал его Элия Капитолина.
Множество иудейских городов было разрушено, а жителей перебито и продано в рабство. Ещё при Иерониме Блаженном (вторая половина IV века — первая четверть V века) на месте Святая Святых храма стояла конная статуя Адриана.
Законы Адриана против еврейской религии были отменены в царствование кроткого императора Антонина Пия, а с наступлением более мирного времени евреи получили возможность восстановить синедрион и развить законоизучение в школах. В числе учёных, с именем которых связано построение всей системы законоизучения, самым выдающимся следует признать рабби Иегуда га-Насси, потомка Гилеля и упоминаемого в «Деяниях Апостолов» Гамалиила. Он собрал выводы своих предшественников по отношению к толкованию Моисеевых законов и кодифицировал их в книге, названной Мишна (около 200). Все разъяснения писанного закона и дополнения к нему, служившие руководством в религиозной практике, были расположены по предметам и разделены на шесть частей (седарим), из которых каждая, в свою очередь, распадается на трактаты, главы и статьи. В этой форме Мишна стала предметом изучения в школах и общепризнанным сводом законов для всего еврейства. Никогда не быв введенною как законодательный акт авторитетною властью, она тем не менее сохранила своё значение по настоящее время. Уважение, которым пользовался еврейский патриархат при жизни рабби Иегуды, оставались за ним и при преемниках Иегуды, поселившихся в Тивериаде. Император Александр Север украсил общественные здания и свой дворец изречением Гилеля: «что тебе не любо, того не делай своему ближнему». Терпимость к евреям прекратилась в IV веке н. э.
Во II веке стало общеупотребительным официальное римское деление Палестины на Прима (Иудея и Самария), Секунда (область верхнего Иордана и Генисаретского озера) и Терция (Идумея и Моав).
Константин Великий и его сыновья создали различные исключительные законы, имевшие целью уронить положение евреев как в экономическом, так и в общественном отношении. Когда вследствие военных замешательств стало невозможно отправлять из Палестины в евфратские страны посланцев для возвещения времени наступления праздников, патриарх Гилель II обнародовал простые календарные правила, с помощью которых каждый еврей мог сам вычислять время наступления новолуний и праздников. Благодаря этим правилам внепалестинские евреи, до тех пор зависевшие от синедриона, стали самостоятельными.
Император Юлиан благоволил к евреям, но они не решались воспользоваться дозволением его вновь отстроить храм, так как сомневались в возможности осуществить этот план, доколе не явится ожидаемый ими спаситель из рода Давидова. Когда варвары стали вторгаться в пределы Римской империи, они везде находили небольшие еврейские поселения. В Италии, в Южной Галлии, на Пиренейском полуострове, в Германии (например, в Кёльне) было уже в начале IV века значительное число евреев, которые пользовались равными правами с прочим населением; в это положение вещей и новые германские властители не внесли никаких изменений.
В 395 году Палестина перешла под власть Византийской империи.